# Blossia homodonta
Blossia homodonta är en spindeldjursart som först beskrevs av Lawrence 1972.  Blossia homodonta ingår i släktet Blossia och familjen Daesiidae. Inga underarter finns listade.